# 大阪アカデミア
大阪アカデミア（おおさかアカデミア）は、大阪府大阪市住之江区にある宿泊研修施設である。

## 特徴
当ホテルは宿泊研修ホテルであるため、研修に使う機材や会議室などの部屋がある。また、本館、2つの別館に分かれており、会議室などは本館（一部客室あり）、客室は別館にある。 

## 設備
- ホール（G、L、S）
- 会議室（A~F、MA、SA）
- ゲストルーム（浮舟、胡蝶、羽衣、ラ・メール）
- レストラン（大食堂）
- 大浴場（宿泊者のみ）

## アクセス
- コスモスクエア駅から無料サークルバス5分。
- ポートタウン西駅から徒歩10分。
- コスモスクエア駅3番乗り場よりサークルバスが運行している。
- 関西国際空港（空港リムジンバス「天保山 (海遊館)」行き） 「ポートタウン東」か「GPH大阪ベイ」より 徒歩約13分。（約55分）
- ホテル駐車場は30台。※現在、駐車場は使用できません。